# Сверчковская
Сверчковская — деревня в Тарногском районе Вологодской области.
Входит в состав Заборского сельского поселения, с точки зрения административно-территориального деления — в Заборский сельсовет.
Расстояние по автодороге до районного центра Тарногского Городка — 15 км, до центра муниципального образования Красного — 8 км. Ближайшие населённые пункты — Семеновская, Сенюковская, Ромашевский Погост, Поспеловская.
По переписи 2002 года население — 53 человека (22 мужчины, 31 женщина). Преобладающая национальность — русские (98 %).